# Список избирателей
Список избирателей (также называемый регистр, реестр, ведомость или книга избирателей, или по другому) — список, в котором перечислены лица, имеющие право голосовать на выборах в определённой юрисдикции. Список обычно разбивается по избирательным округам и в первую очередь готовится для помощи сотрудникам избирательных комиссий на избирательных участках. В большинстве юрисдикций существуют постоянные списки избирателей, которые обновляются постоянно или периодически (например, во Франции списки избиартелей обновляются ежегодно), в то время как в некоторых юрисдикциях новые списки избирателей составляются перед каждыми выборами. Списки избирателей являются конечным результатом процесса регистрации (учёта) избирателей. В большинстве юрисдикций регистрация избирателей (и внесение в списки избирателей) является предварительным условием для голосования на выборах. В некоторых юрисдикциях регистрация избирателей не требуется и списки избирателей не используются, например, в штате Северная Дакота в США. В этих юрисдикциях избиратель должен предоставить удостоверение личности и подтверждение права голоса, прежде чем ему будет разрешено голосовать.
Списки избирателей и регистрация избирателей выполняют ряд функций, в первую очередь они нужны для упрощения голосования в день выборов. Регистрация избирателей может использоваться для выявления фальсификаций на выборах, позволяя проверить личность кандидата и право голоса, а также гарантировать, что человек не проголосует несколько раз. В юрисдикциях, где голосование является обязательным, в списке избирателей указывается, кто не проголосовал. В некоторых юрисдикциях люди, которые должны быть избраны присяжными или для выполнения других гражданских обязанностей, выбираются из списков избирателей.
Большинство юрисдикций закрывают обновление списков избирателей за определённый период, обычно за 14 или 28 дней до выборов, но в некоторых юрисдикциях может быть разрешена регистрация одновременно с посещением избирательного участка для голосования; так, Австралия закрывает свои списки через 7 дней после объявления выборов, а не со ссылкой на день выборов.
Традиционно списки избирателей велись в бумажной форме, либо в виде папок с вкладными листами, либо на печатных страницах, но в настоящее время всё чаще используются электронные списки избирателей. Аналогичным образом, неуклонно растёт количество стран, применяющих биометрическую регистрацию избирателей. По состоянию на 2016 год половина стран Африки и Латинской Америки используют биометрические технологии для составления списков избирателей.